# 香农·桑德斯
香农·桑德斯（英語：Shannon Saunders，1990年10月12日—），新西兰女子篮网球运动员。她曾代表新西兰国家队参加2014年、2018年和2022年英联邦运动会篮网球比赛，获得一枚铜牌。